# 海南インターチェンジ
海南インターチェンジ（かいなんインターチェンジ）とは、和歌山県海南市藤白にある阪和自動車道のインターチェンジである。大阪方面から海南市下津町や有田市の箕島地区ヘ、また白浜・御坊方面からは和歌山市内（特に、紀ノ川以北）のアクセスに適している。

## 道路
- E42 阪和自動車道（23番）

## 歴史
- 1974年（昭和49年）10月25日 : 阪南IC-海南IC間開通に伴い供用開始[1]。和歌山県では初めての高速道路として開通した[1][2][3]。
- 1984年（昭和59年）3月28日 : 海南湯浅道路（当時） 海南IC-吉備IC（現・有田IC）間開通。
- 2005年（平成17年）4月1日 : 海南湯浅道路を阪和自動車道に編入。
- 2009年（平成21年）9月2日 : 田辺・白浜方面への新入口の使用開始[4]。
- 2009年（平成21年）9月18日 : 大阪・和歌山方面からの新出口の使用開始[4]。
- 2010年（平成22年）7月7日 : 海南IC-有田IC間の下り線（田辺・白浜方面）を新設道路に切り替え。

## 周辺
- 和歌山下津港和歌浦海南港区
- 和歌山石油精製
- 関西電力海南発電所
- 長保寺
- 藤白神社
- 藤白坂

## 接続する道路
- 国道42号

## 料金所

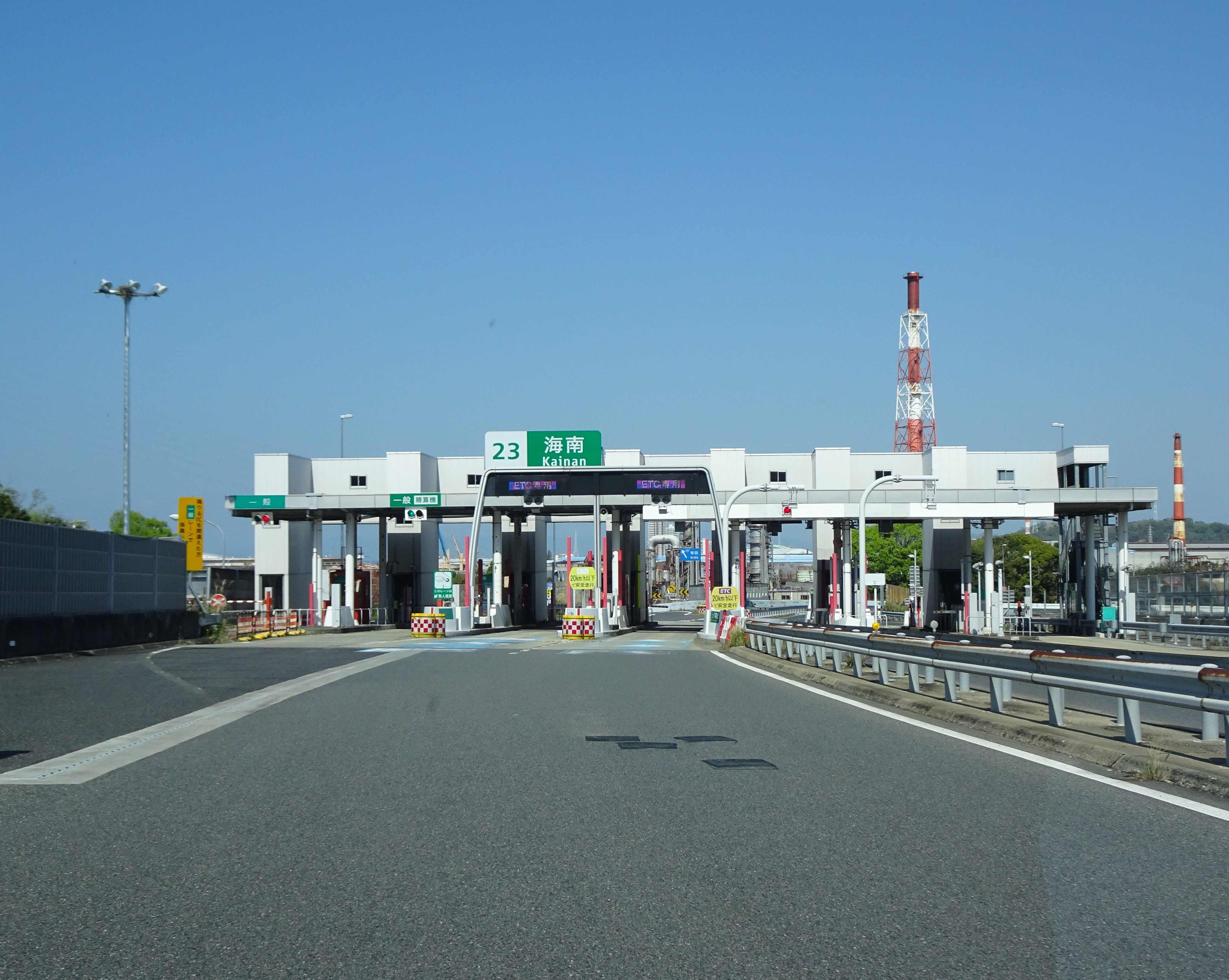
料金所付近

### 入口
- レーン数：3
  - ETC専用：2
  - 一般：1

### 出口
- レーン数：4
  - ETC専用：2
  - 一般：2

## 隣
E42 阪和自動車道
(22)海南東IC - (23)海南IC - (24)下津IC